# Danišovce
Danišovce (deutsch Densdorf oder älter Dienstdorf, ungarisch Dénesfalva – bis 1888 Danisóc) ist eine Gemeinde im Osten der Slowakei mit 558 Einwohnern (Stand 31. Dezember 2024) und gehört zum Okres Spišská Nová Ves, einem Teil des Košický kraj, sowie zur traditionellen Landschaft Zips.

## Geographie
Die Gemeinde befindet sich im Mittelteil des Talkessels Hornádska kotlina im engen Tal des Baches Odorica. Das hügelige Gemeindegebiet besteht zum größten Teil aus landwirtschaftlichen Flächen und Weiden, im Norden befindet sich ein Kiefernwald, wo die Höhe stellenweise mehr als 600 m n.m. erreicht. Das Ortszentrum liegt auf einer Höhe von 470 m n.m. und ist fünf Kilometer von Spišská Nová Ves entfernt.
Nachbargemeinden sind Levoča im Norden, Domaňovce im Nordosten, Jamník im Osten, Odorín im Süden und Harichovce im Westen.

## Geschichte

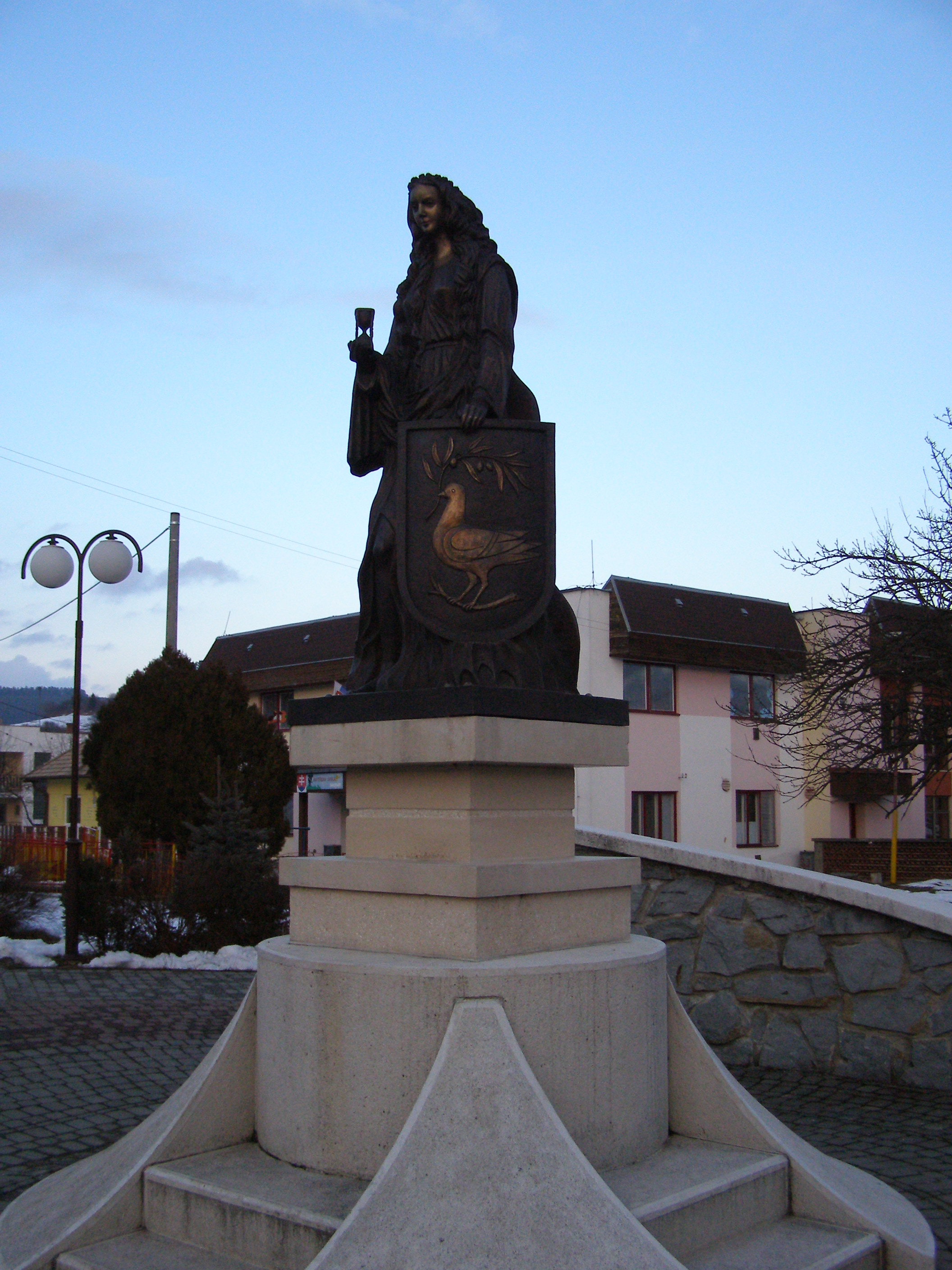
Maria-Magdalena-Denkmal im Ortszentrum

Der Ort wurde zum ersten Mal 1317 als Dionisii schriftlich erwähnt. Nach älteren Quellen bestand bereits 1204 eine Kirche sowie eine Pfarrei, nähere Angaben liegen jedoch nicht vor. 1317 war der Ort Teil des Bundes der Zipser Sachsen und gehörte später zum Bund der 24 Zipser Städte. In der zweiten Hälfte des 15. Jahrhunderts wurde die Zipser Burg Gutsherr. 1828 zählte man 27 Häuser und 200 Einwohner, deren Haupteinnahmequellen Landwirtschaft, Köhlerei und Korbmacherei waren.
Bis 1918 gehörte der im Komitat Zips liegende Ort zum Königreich Ungarn und kam danach zur Tschechoslowakei beziehungsweise heute Slowakei.

## Bevölkerung
| Jahr                | 1994 | 2004     | 2014     | 2024    |
| ------------------- | ---- | -------- | -------- | ------- |
| Anzahl der Personen | 326  | 454      | 555      | 558     |
| Unterschied         |      | +39,26 % | +22,24 % | +0,54 % |

| Jahr                | 2023 | 2024    |
| ------------------- | ---- | ------- |
| Anzahl der Personen | 563  | 558     |
| Unterschied         |      | −0,88 % |

Gemäß der Volkszählung 2011 wohnten in Danišovce 516 Einwohner, davon 496 Slowaken, vier Bulgaren, jeweils zwei Russinen und Tschechen sowie ein Deutscher. Bei 11 Einwohnern liegt keine Angabe zur Ethnie vor.
466 Einwohner bekannten sich zur römisch-katholischen Kirche, acht Einwohner zur griechisch-katholischen Kirche und vier Einwohner zur Bahai-Religion. 11 Einwohner waren konfessionslos und bei 27 Einwohnern wurde die Konfession nicht ermittelt.

## Bauwerke und Denkmäler
- römisch-katholische Maria-Magdalena-Kirche im frühgotischen Stil aus dem Jahr 1270. Das Schiffsgewölbe stammt aus dem 15. Jahrhundert, der Vorraum wurde im 18. Jahrhundert ergänzt
- Maria-Magdalena-Kapelle